# Гай Юлий Эруций Клар Вибиан
Гай Юлий Эруций Клар Вибиан (лат. Gaius Iulius Erucius Clarus Vibianus) — римский государственный деятель конца II века.

## Биография
Вибиан происходил из Италии или одной из западных провинций. Его отцом был консул 170 года Гай Эруций Клар, а матерью — Помпея Триария. Род Вибиана принадлежал к всадническому сословию. В 193 году он занимал должность ординарного консулом вместе с Квинтом Помпеем Сосием Фальконом.
Вибиан пережил чистки, устроенные императором Септимием Севером, которые унесли жизни Фалькона и Марка Силия Мессалы. Как приверженец узурпатора и наместника Британии Клодия Альбина, Вибиан был казнён после поражения и смерти Альбина в борьбе против Септимия Севера в 197 году.
Его сыном был Гай Юлий Руфин Лаберий Фабиан Помпоний Триарий Эруций Клар Сосий Приск.